# Монтемарчано
Монтемарчано (итал. Montemarciano) насеље је у Италији у округу Анкона, региону Марке.
Према процени из 2011. у насељу је живело 2493 становника. Насеље се налази на надморској висини од 76 м.

## Становништво
Према резултатима пописа становништва 2011. у општини је живело 10.110 становника.
| 1931. | 1936. | 1951. | 1961. | 1971. | 1981. | 1991. | 2001. | 2011.  |
| ----- | ----- | ----- | ----- | ----- | ----- | ----- | ----- | ------ |
| 5.361 | 5.482 | 5.819 | 5.794 | 5.589 | 6.463 | 7.660 | 9.173 | 10.110 |

## Партнерски градови
- Сињ
- Quincy-sous-Sénart
- Хехенкирхен-Зигертсбрун
- Бардјејов